# Bako (genus)
Bako is een geslacht van wantsen uit de familie van de Tingidae (Netwantsen). Het geslacht werd voor het eerst wetenschappelijk beschreven door Schouteden in 1923.

## Soorten
Het genus bevat de volgende soorten:

- Bako arabianus Duarte Rodrigues, 1987
- Bako capeneri Drake, 1956
- Bako dieides Drake & Ruhoff, 1961
- Bako distinctus Duarte Rodrigues, 1982
- Bako editus Drake, 1956
- Bako lebruni Schouteden, 1923
- Bako lepidus Duarte Rodrigues, 1982
- Bako linnavuorii Duarte Rodrigues, 1977
- Bako malayanus (Drake, 1947)